# سنجاب غول‌پیکر توسی
سنجاب غول‌پیکر توسی (Ratufa macroura) یک سنجاب درختی بزرگ از جنس سنجاب غول‌پیکر (راتوفا) است که در ارتفاعات استان مرکزی سری‌لانکا و استان یووا سری‌لانکا و در بخش‌هایی از جنگل‌های ساحلی در امتداد رودخانه کاوری و در جنگل ابری ایالت‌های کارناتاکا، تامیل‌نادو و کرالا در جنوب هند یافت می‌شود. این سنجاب غول پیکر برخلاف خویشاوندان خود، به جای دم، با استفاده از دو پای عقب خود تعادل برقرار می‌کند. این گونه تقریباً به‌طور کامل درختی است و به ندرت برای فرار از دست شکارچیان، فرار از دست مهاجمان، حمله به نرهای قلمرو و ارتباط با ماده‌ها به زمین می‌آید. موهاس سفیدگون توسی‌رنگ که بدن قهوه‌ای مایل به خاکستری آن‌ها را پوشانده‌است باعث این نام‌گذاری برای این جاندار است.
اتحادیه بین‌المللی حفاظت از طبیعت (IUCN) این گونه را به دلیل از دست دادن زیستگاه و شکار در زمره جانداران در معرض خطر قرار داده‌است.

## شرح

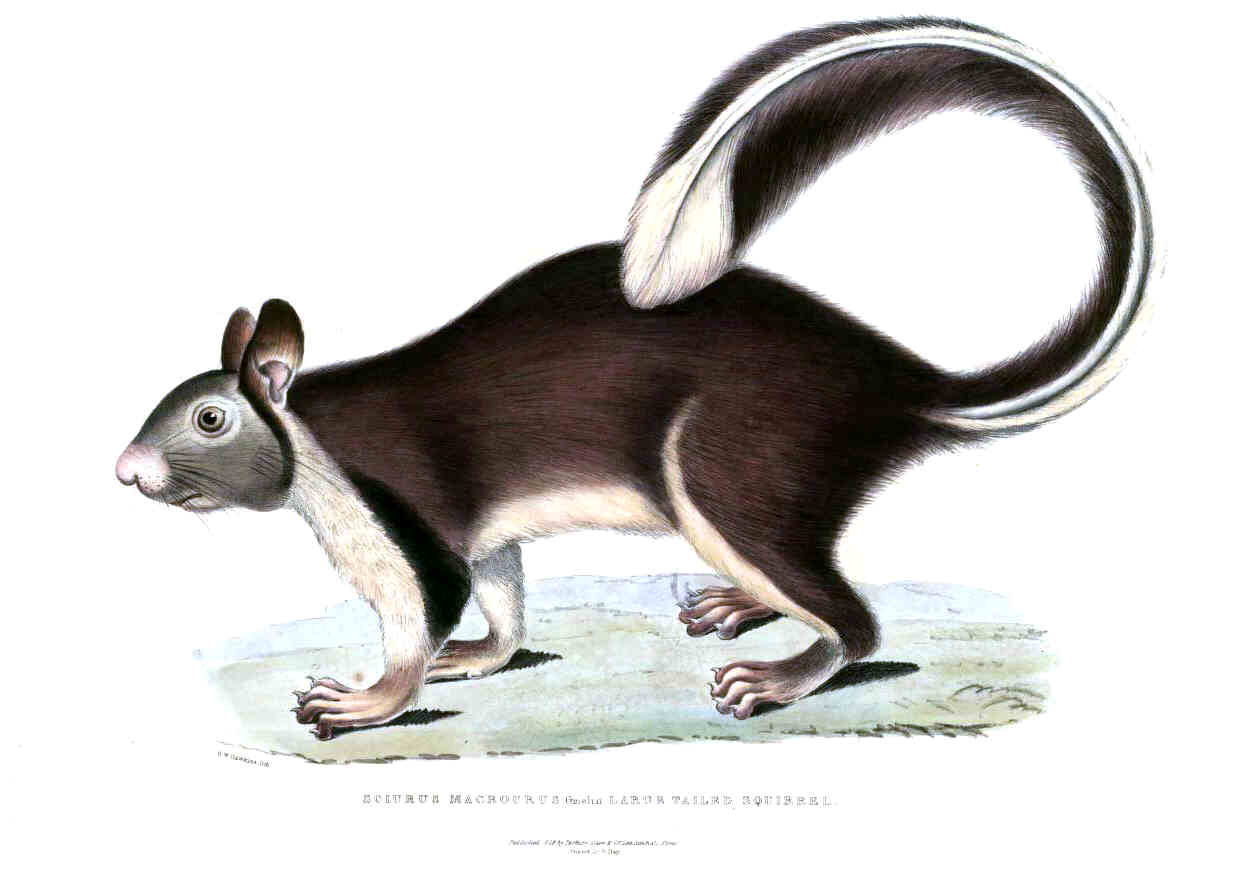
سنجاب غول‌پیکر توسی

سنجاب غول‌پیکر توسی کوچکترین سنجاب غول‌پیکری است که در شبه قاره هند یافت می‌شود و طول سر و بدن آن ۲۵ تا ۴۵ سانتیمتر (۱۰–۱۸ اینچ) و دم آن تقریباً یکسان یا بیشتر است. طول کل ۵۰ تا ۹۰ سانتیمتر (۲۰–۳۵ اینچ). گوش‌های گرد کوچک با کاکل‌های نوک‌تیز دارد. محدوده زیست هر فرد بین ۱٬۹۷۰ و ۶٬۱۱۰ متر مربع (۲۱٬۲۰۰–۶۵٬۸۰۰ فوت مربع) است.‌
زیرگونه داندولنا پشت قهوه‌ای رنگ توسی و سفید دارد. زیرتنه‌اش کرم مایل به قهوه‌ای روشن، دم آن جوگندمی با خز سفید و رنگ پیشانی و پا سیاه است. در زیرگونه ssp. ملاموکرا، قسمت‌های بالایی مشکی و سطح شکمی کرم قهوه‌ای با زرد نارنجی است. دم این زیرگونه جوگندمی با خز سیاه است. پوزه هر دو زیرگونه صورتی‌رنگ است.

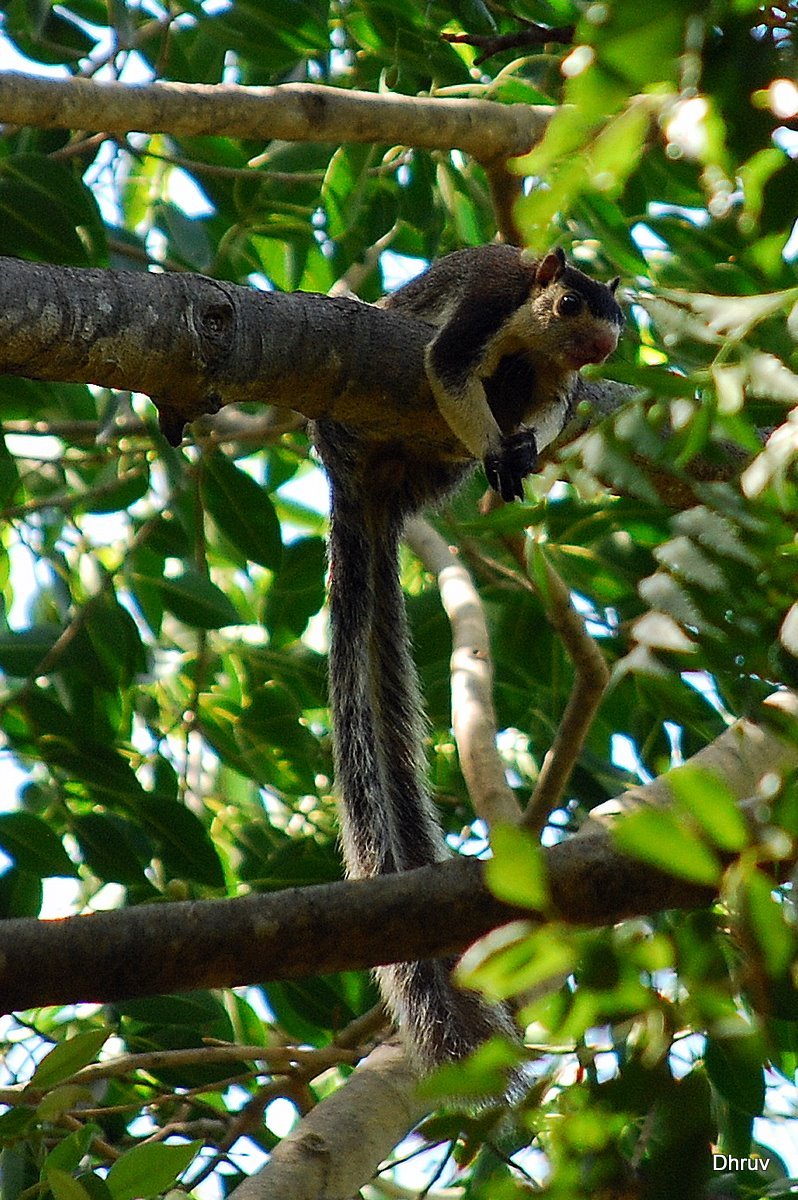

دید سنجاب غول‌پیکر توسی خوب است که به آنها در شناسایی شکارچیان کمک می‌کند. حس شنوایی آنها نسبتاً ضعیف است. صدای آنها بلند و بریده‌بریده‌است. معمولاً صبح و عصر صدا بلند می‌کنند. سنجاب غول‌پیکر توسی برای برقراری ارتباط با گروه‌های مجاور گونه‌ای «جیرجیر» هم می‌کند.
دست‌ها به‌طور معمول پنج‌انگشتی هستند، دارای چهار انگشت و یک شست ابتدایی. انگشتان دارای بالشتک‌های نرم پهن بزرگی هستند و بالشتک داخلی برای گرفتن شاخه‌ها منبسط می‌شود. پاها همچنین از بالشتک‌های نرمی تشکیل شده‌اند و هر دو اندام جلویی و عقبی دارای پنجه‌های بلند و تیز هستند.

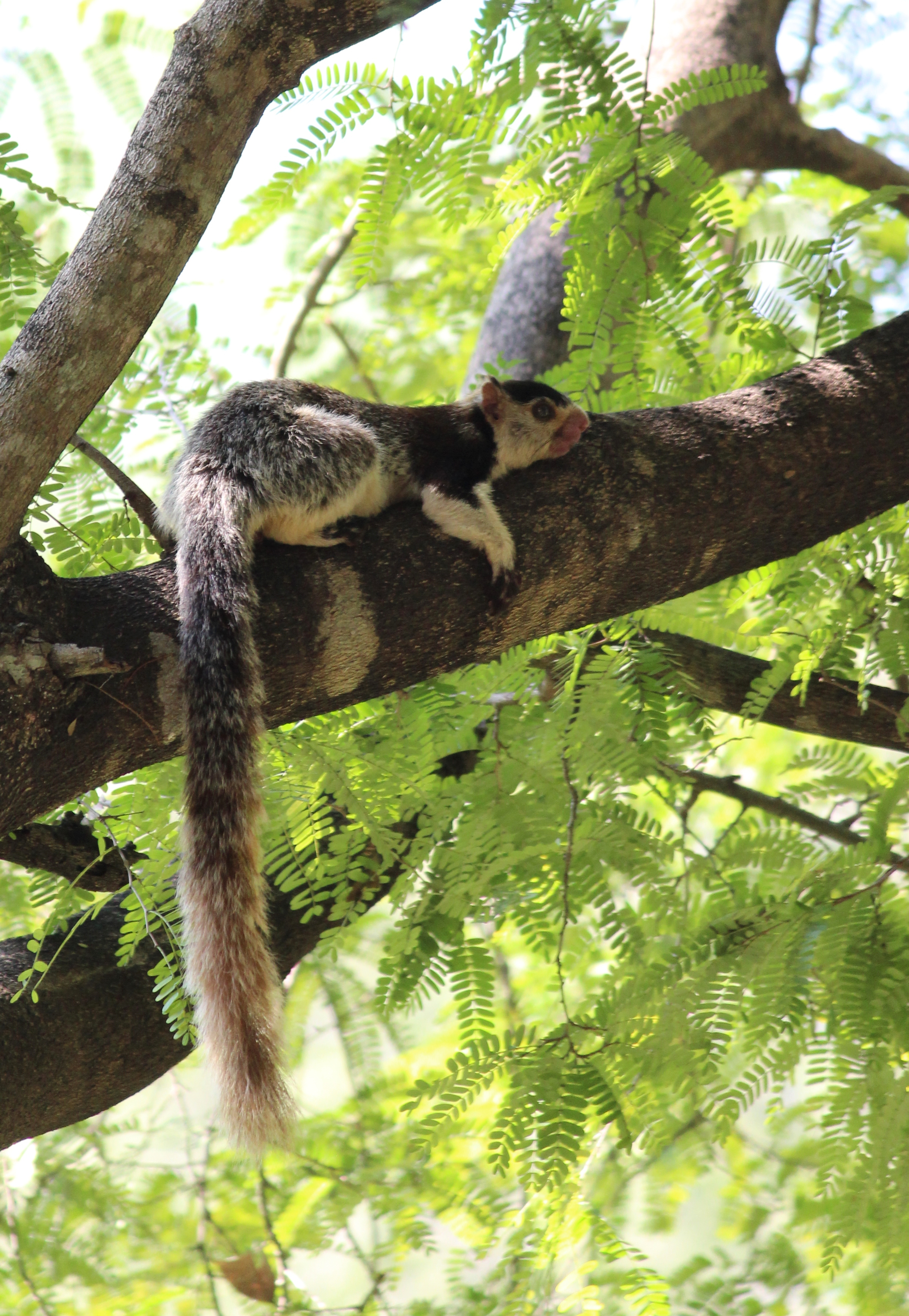
سنجاب غول‌پیکر توسی در پناهگاه حیات وحش چینار

## رژیم غذایی
سنجاب غول‌پیکر توسی به خوردن میوه‌ها، دانه‌های روغنی، حشرات، تخم پرندگان و پوست برخی از درختان معروف است. میوه گاروم‌زنگی‌ها منبع غذایی بسیار مهمی برای آن‌ها است. دیده شده‌است که سنجاب‌های جوان پس از بیرون آمدن از لانه، منحصراً از این میوه تغذیه می‌کنند.